# Fegersheim
Fegersheim – miejscowość i gmina we Francji, w regionie Grand Est, w departamencie Dolny Ren.
Według danych na rok 2009 gminę zamieszkiwały 5314 osoby, 850,2 os./km².

## Zabytki
- XVIII-wieczny kościół katolicki pod wezwaniem św. Maurycego

## Wydarzenia
Podczas Europejskich Spotkań Młodych Taizé, odbywających się na przełomie 2013 i 2014 r. w Strasburgu mieszkańcy Fegersheim przyjęli do swoich domów pielgrzymów z Polski, Szwajcarii, Niemiec, Litwy, Holandii i Czech.